# Jean-Noël Augert
Jean-Noël Augert (* 17. August 1949 in Saint-Jean-de-Maurienne) ist ein ehemaliger französischer Skirennläufer. Sein größter Erfolg war der Gewinn des WM-Titels im Slalom im Jahr 1970.

## Biografie
Augert wuchs in der Wintersportstation La Toussuire auf und erlernte dort das Skifahren. Sein erstes internationales Rennen bestritt er im Dezember 1966 in Val-d’Isère. Ab 1967 nahm er am damals neu eingeführten Skiweltcup teil. Der Durchbruch an die Weltspitze gelang ihm in der Saison 1968/69, als er den Slalom-Weltcup gewann. Mit drei Saisonsiegen erreichte er im Gesamtweltcup den zweiten Platz, obwohl er in der Abfahrt nie einen Weltcuppunkt erringen konnte. Sein größter Erfolg war der Gewinn der Goldmedaille im Slalom bei den Weltmeisterschaften 1970 in Gröden, in dem die Podiumsplätze nur um 0,06 s auseinanderlagen.
Am „Kitzbühel-Wochenende“ 1971 (23./24. Januar 1971) gewann er zwei Slaloms, allerdings wurde der am 23. Januar ausgetragene Slalom nur als Ersatzprogramm für die wegen der ungünstigen Wetterbedingungen nicht zustande gekommenen Abfahrt veranstaltet und als „FIS-Slalom“ bezeichnet, gehörte also nicht zum Weltcup. In der Saison 1970/71 konnte er wiederum den Slalom-Weltcup für sich entscheiden.
Nachdem er 1972 sowohl in Wengen als auch in Kitzbühel den Slalom gewonnen hatte, galt er als Favorit für die Olympischen Winterspiele 1972 in Sapporo. Während der fünfte Platz im Riesenslalom durchaus den Erwartungen entsprach, erwies sich der fünfte Platz im Slalom doch als herbe Enttäuschung. Immerhin entschied er Ende dieser Saison ein drittes Mal den Slalom-Weltcup für sich.
Zu Beginn der Saison 1973/74 zerstritt sich Augert (zusammen mit den Spitzenfahrern Henri Duvillard, Patrick Russel, Roger Rossat-Mignod) mit dem französischen Skiverband, fuhr bis 1975 Profirennen und trat dann zurück.
Augert ist seit 1975 mit der ehemaligen Skirennläuferin Françoise Macchi verheiratet. Er ist der Onkel von Vanessa und  Jean-Pierre Vidal sowie der Cousin von Jean-Pierre Augert. Augert ist Besitzer eines Sportgeschäfts und eines Restaurants in der Wintersportstation Le Corbier, wo er während der Wintermonate lebt. Sein Hauptwohnsitz ist in Évian-les-Bains. 

## Erfolge

### Olympische Spiele
- Sapporo 1972: 5. Riesenslalom, 5. Slalom

### Weltmeisterschaften
- Gröden 1970: 1. Slalom

### Weltcupwertungen
Jean-Noël Augert gewann dreimal die Disziplinenwertung im Slalom.
| Saison  | Gesamt | Gesamt | Riesenslalom | Riesenslalom | Slalom | Slalom |
| Saison  | Platz  | Punkte | Platz        | Punkte       | Platz  | Punkte |
| ------- | ------ | ------ | ------------ | ------------ | ------ | ------ |
| 1968/69 | 2.     | 123    | 3.           | 58           | 1.     | 65     |
| 1969/70 | 4.     | 120    | 6.           | 50           | 3.     | 70     |
| 1970/71 | 4.     | 107    | 7.           | 32           | 1.     | 75     |
| 1971/72 | 4.     | 125    | 13.          | 24           | 1.     | 101    |
| 1972/73 | 7.     | 104    | 14.          | 18           | 3.     | 86     |

### Weltcupsiege
Insgesamt hat Jean-Noël Augert 14 (15) Weltcuprennen gewonnen (12 Slaloms, 2 Riesenslaloms + WM-Slalom von Gröden):
| Datum             | Ort               | Land        | Disziplin    |
| ----------------- | ----------------- | ----------- | ------------ |
| 6. Januar 1969    | Adelboden         | Schweiz     | Riesenslalom |
| 8. Februar 1969   | Åre               | Schweden    | Riesenslalom |
| 22. März 1969     | Waterville Valley | USA         | Slalom       |
| 21. Dezember 1969 | Lienz             | Österreich  | Slalom       |
| 8. Februar 1970   | Gröden *          | Italien     | Slalom       |
| 6. Januar 1971    | Berchtesgaden     | Deutschland | Slalom       |
| 24. Januar 1971   | Kitzbühel         | Österreich  | Slalom       |
| 30. Januar 1971   | Megève            | Frankreich  | Slalom       |
| 7. Februar 1971   | Mürren            | Schweiz     | Slalom       |
| 14. März 1971     | Åre               | Schweden    | Slalom       |
| 16. Januar 1972   | Kitzbühel         | Österreich  | Slalom       |
| 23. Januar 1972   | Wengen            | Schweiz     | Slalom       |
| 28. Januar 1973   | Kitzbühel         | Österreich  | Slalom       |
| 15. März 1973     | Naeba Ski Resort  | Japan       | Slalom       |
| 23. März 1973     | Heavenly Valley   | USA         | Slalom       |

* 1970 zählten die Ergebnisse der Weltmeisterschafts-Rennen auch für den Weltcup
Daneben erreichte er 15-mal einen Podestplatz (8-mal im Slalom, 7-mal im Riesenslalom) und 14 weitere Platzierungen in den besten Zehn (4-mal im Slalom, 10-mal im Riesenslalom).

### Französische Meisterschaften
- französischer Meister im Slalom 1968 und 1970 und in der Kombination 1970